# Euhybus richardsi
Euhybus richardsi är en tvåvingeart som beskrevs av Smith 1963. Euhybus richardsi ingår i släktet Euhybus och familjen puckeldansflugor. Inga underarter finns listade i Catalogue of Life.